# オオハルシャギク
オオハルシャギク（大春車菊、大波斯菊、学名：Cosmos bipinnatus Cav.）は、キク科コスモス属の一年草。コスモス、アキザクラ（秋桜）とも呼ぶ。一般的にコスモスは、この種を指す。

## 特徴

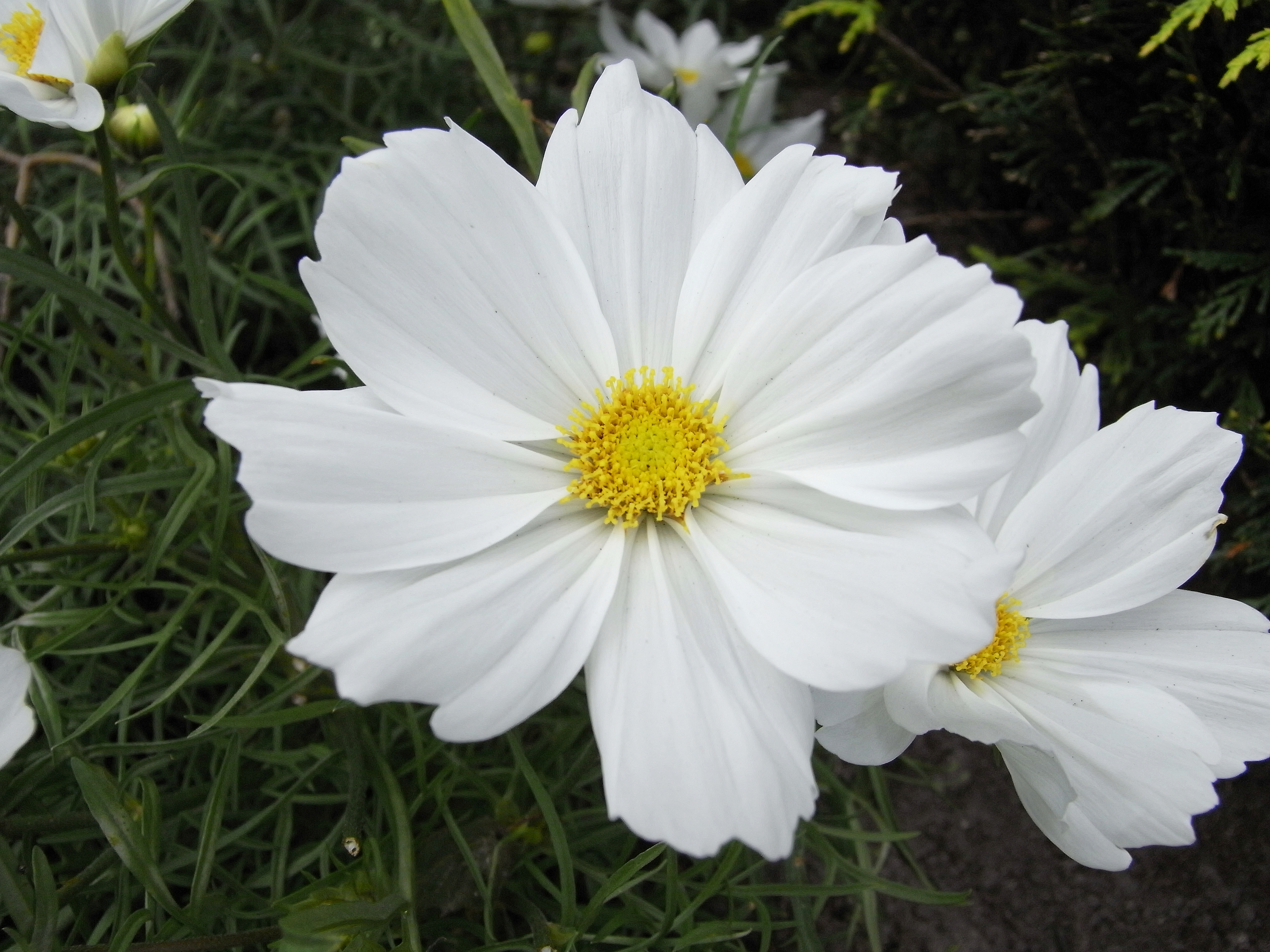

秋に桃色の花を咲かせるが、品種改良により白、赤、黄色、オレンジなどの色も作り出されている。花は本来一重咲きだが、舌状花が丸まったものや、八重咲きなどの品種が作り出されている。本来は短日性植物だが、6月から咲く早生品種もある。
原産地はメキシコの高原地帯で、標高1,600 - 2,800mの高地に自生している。18世紀末にスペイン・マドリードの植物園に送られ、ヨーロッパに渡来した。日本には明治20年頃に渡来したと言われる。
現在では日本で広く栽培されているが、一部は逸出して野生化している。

## 新品種イエローキャンパス
| イエローキャンパス |  | オレンジキャンパス |
| イエローキャンパス |  | オレンジキャンパス |

1957年、玉川大学農学部育種学研究室で花弁の先が黄色くなったコスモスの1株が発見された。これは突然変異によるものであったが、佐俣淑彦教授らによりこの株を元にして20年以上に渡り交配を続けた結果、1988年に史上初の黄色いコスモス「イエローガーデン」として発表された。しかし、次第に形質の退化が見られるようになり、さらに改良した結果、1998年にはさらにはっきりとした黄色の品種として「イエローキャンパス」が作られた。これは「イエローガーデン」よりも黄色が濃いが、オオキンケイギクよりははるかに薄い。これらは毎年皇太子に献上されている。イエローキャンパスの種は玉川大学購買部のほか一部の一般生花店で購入可能である。
その他にも、玉川大学では、オレンジがかった「オレンジキャンパス」、クリムゾンと黄色の色素が重なった「イエロークリムゾンキャンパス」、濃い赤色の「ディープレッドキャンパス」が開発されている。